# Allodonta nigricollaris
Allodonta nigricollaris är en fjärilsart som beskrevs av Holloway 1976. Allodonta nigricollaris ingår i släktet Allodonta och familjen tandspinnare. Inga underarter finns listade i Catalogue of Life.